# Scyliorhinus
Scyliorhinus – rodzaj drapieżnych ryb chrzęstnoszkieletowych z rodziny rekinkowatych (Scyliorhinidae).

## Rozmieszczenie geograficzne
Do rodzaju należą gatunki występujące zachodnim, północno-zachodnim, północno-wschodnim, południowo-wschodnim i wschodnim Oceanie Atlantyckim, północno-zachodnim Oceanie Spokojnym, zachodnim i północno-zachodnim Oceanie Indyjskim oraz w morzach – Bałtyckim, Północnym i Śródziemnym. 

## Morfologia
Długość ciała do 170 cm; masa ciała do 3,7 kg.

## Systematyka
Rodzaj zdefiniował w 1816 roku francuski zoolog i anatom porównawczy Henri Marie Ducrotay de Blainville w artykule poświęconym klasyfikacji na podstawie rozmieszczenia w królestwie zwierząt opublikowanym w czasopiśmie Bulletin des Sciences, par la Société Philomáthique de Paris. Gatunkiem typowym jest (późniejsze oznaczenie) rekinek psi (S. canicula).

### Etymologia
- Scyliorhinus: gr. σκυλιον skulion ‘gatunek rekina’; ῥινος rhinos ‘skóra’ lub ῥίνη rhinē ‘pilnik, rekin z szorstką skórą’[8].
- Scyllium i Scylia: gr. σκυλιον skulion ‘gatunek rekina’[9]. Gatunek typowy (późniejsze oznaczenie):  Squalus canicula Linnaeus, 1758[10].
- Catulus: łac. catulus ‘kotek’, od catus ‘kot’; przyrostek zdrabniający -ulus[11]. Gatunek typowy (późniejsze oznaczenie): Squalus canicula Linnaeus, 1758[5].

### Podział systematyczny
Do rodzaju należą następujące gatunki:
- Scyliorhinus boa Goode & Bean, 1896
- Scyliorhinus cabofriensis Soares, Gomes & Carvalho, 2016
- Scyliorhinus canicula (Linnaeus, 1758) – rekinek psi[12]
- Scyliorhinus capensis (Müller & Henle, 1838)
- Scyliorhinus cervigoni Maurin & Bonnet, 1970
- Scyliorhinus comoroensis Compagno, 1988
- Scyliorhinus duhamelii (Garman, 1913)
- Scyliorhinus garmani (Fowler, 1934)
- Scyliorhinus hachijoensis Ito, Fujii, Nohara & Tanaka, 2022
- Scyliorhinus haeckelii (Miranda Ribeiro, 1907)
- Scyliorhinus hesperius Springer, 1966
- Scyliorhinus meadi Springer, 1966
- Scyliorhinus retifer (Garman, 1881)
- Scyliorhinus stellaris (Linnaeus, 1758) – rekinek plamisty[13]
- Scyliorhinus torazame (Tanaka, 1908)
- Scyliorhinus torrei Howell Rivero, 1936
- Scyliorhinus ugoi Soares, Gadig & Gomes, 2015